# 크리스티안 슐츠
크리스티안 슐츠 (Christian Schulz, 1983년 4월 1일, 니더작센주, 바숨 ~) 은 독일의 전 축구 선수이다.
그는 1995년, 12세의 나이에 SV 베르더 브레멘에 합류하였고, 이후 2001-02 시즌에 레기오날리가의 리저브 팀으로 승격되었다. 2003년 2월 15일, 슐츠는 1. FC 뉘른베르크전에서 교체투입되며 처음으로 분데스리가 경기를 경험하였다. 당시 위미트 다발라가 부상을 당하여 슐츠가 그를 대신하여 남은 경기시간 동안 팀의 레프트 백을 맡았다.
비록 슐츠는 브레멘을 떠나고 싶지 않다고 하였으나, 2007년 8월 30일에 그는 하노버 96으로 이적하였다.
그는 독일 축구 국가대표팀 경기에 네번 출장하였는데, 첫 경기는 2004년 12월 16일, 3-0으로 승리한 일본과의 친선경기였다.

## 수상
- 푸스발-분데스리가
  - 우승: 2003–04
  - 준우승: 2005–06
- DFB-포칼: 2003–04
- DFB-리가포칼
  - 우승: 2006
  - 준우승: 2004